# Односи Србије и Републике Конго
Односи Србије и Републике Конго су инострани односи Републике Србије и Републике Конго.

## Билатерални односи
Званични дипломатски односи су успостављени 1964. године.
Амбасада Републике Србије у Луанди (Ангола) радно покрива Републику Конго.
Конго је гласао против пријема Косова у УНЕСКО 2015.

### Економски односи
- У 2020. извоз Србије износио је $1 600 000, а увоз је био на нивоу симболике.
- У 2019. извоз наше земље је износио $33 000, док је увоз вредео $64 000.
- У 2018. извоз из РС био је $931 000, а увезено је робе вредне $144 000.[4][5]

### Некадашњи дипломатски представници

#### У Бразавилу
- Ђуро Мајкић, амбасадор, 1984—
- Светислав Вучић, амбасадор, 1979—
- Никола Стефановски, амбасадор, —1979.
- Џавид Емини, амбасадор
- Никола Стефановски, амбасадор, 1969—
- Мидхат Мурадбеговић, амбасадор, 1965—1969.